# Заливски рат
Заливски рат је био сукоб између Ирака и коалиционих снага 35 држава под мандатом Уједињених нација и вођством Сједињених Држава, са циљем да се протерају ирачке снаге које су окупирале Кувајт.
Увод у рат је била ирачка инвазија на Кувајт 2. августа 1990. године, пратећи недоказану оптужбу Ирака да Кувајт нелегално црпи нафту из извора дуж ирачке границе. Инвазија је била суочена са тренутним економским санкцијама против Ирака од стране Уједињених нација. Непријатељства су почела у јануару 1991, a исход је била одлучујућа победа коалиционих снага, које су истерале ирачке снаге из Кувајта са минималним губицима у људству. Копнене и ваздушне битке су вођене у Кувајту, Ираку и у граничним деловима Саудијске Арабије. Рат се није проширио изван ових територија, иако је Ирак испалио ракете на израелске градове.

## Име
Заливски рат или рат у Персијском заливу је најчешће име за сукоб Ирака са западним земљама. Ова имена су користила већина познатих новинара и историчара у САД. Сукоб је такође познат Американцима као Операције Пустињски штит и Пустињска олуја, а Британцима као Операција Гренби. Кувајћани и већина арапских чланова коалиције су називали сукоб као ”рат за ослобођење Кувајта”. У Ираку, рат је често називан ”Мајка свих битака”.

## Узроци
Пре Првог светског рата, по Англо-отоманском споразуму из 1913, Кувајт је сматран за аутономну област у Отоманском Ираку. После рата, Кувајт је пао под британску управу која је третирала Кувајт и Ирак као одвојене државе познате као емирати. Ипак, ирачки званичници нису признавали легитимност кувајтске независности и ауторитет кувајтског емира. Ирак никада није признао независност Кувајта и Уједињено Краљевство је шездесетих година разместила трупе у Кувајту да спречи анексију од стране Ирака.
Током Ирачко-Иранског рата, Кувајт је био у савезу са Ираком, највише захваљујући ирачкој борби против од шиитског Ирана. После рата, Ирак је био врло задужен према неколико арапских земаља, укључујући 14 милијарди долара дуга према Кувајту. Ирак се надао да ће вратити своје дугове дижући цену нафте на светском тржишту смањујући произведену количину, али је Кувајт повећао производњу, смањујући цену, покушавајући тиме да избори већу подршку света због расправе око границе између Кувајта и Ирака. Након тога је Ирак почео да оптужује Кувајт да црпи нафту из ирачких нафтних извора, а осим тога, Ирак је тврдио да је водио рат у заједничком интересу свих арапских земаља против Ирана и да би зато требало да Кувајт и Саудијска Арабија преговарају или отпишу ирачка ратна задужења. Ирачки председник Садам Хусеин је тврдио да је територија Кувајта била ирачка провинција, коју су империјалисти одвојили. Припајање је би било коришћено за решавање економског спора, а Кувајту би било дозвољено да црпи ирачке залихе све док је под заштитом Ирака.
Рат са Ираном је такође изазвао уништење скоро свих ирачких лука у Персијском заливу, одсецајући главни ирачки трговачки излаз. Многи у Ираку су очекивали у будућности настављање рата са Ираном и мислили су да се безбедност Ирака може гарантовати контролисањем више обале Персијског залива, укључујући више лука. Кувајт је зато био привлачна мета.
Идеолошки, инвазија на Кувајт је била оправдана кроз позив на арапски национализам. Кувајт је био описиван као природни део Ирака, одвојен у интересу британског империјализма. Припајање Кувајта је било објашњено као корак на путу ка великом Арапском савезу. Инвазија је такође била у блиској вези са осталим догађајима на Средњем истоку. Прва Интифада је беснела у Палестини, а већина арапских земаља, укључујући Кувајт, Саудијску Арабију и Египат, су биле зависне од Запада. Садам је зато представљао себе као једног арапског државника који има воље да се супротстави САД и Израелу.

## Предратни ирачко-амерички односи
И пре рата, ирачко-амерички односи су били хладни и Ирак је био сматран за савезника Совјетског Савеза. САД су биле забринуте због ирачког непријатељства према Израелу и непристајања на мировне напоре као остале арапске земље. Оне су такође осуђивале ирачку подршку разним арапским и палестинским милитантним групама као што су Абу Нидал, што је довело до укључења Ирака у првобитну листу земаља које спонзоришу тероризам 29. децембра 1979. године. САД су остале званично неутралне током почетка Ирачко-иранског рата, иако је претходно била понижена због иранске кризе са таоцима која је трајала 444 дана и надала се да Иран неће победити. Ипак, марта 1982, Иран је започео успешну контраофанзиву (операција Непорецива победа). У нади да ће поправити односе са Ираком, Ирак је уклоњен са листе спонзора тероризма. Привидно, то је било због поправљања режима, иако је бивши помоћник америчког секретара за одбрану Ноел Кох касније изјавио: ”нико није сумњао у наставак ирачке помоћи тероризму... Прави разлог је био да им се помогне да успе у рату против Ирана”. Са новим иранским успесима у рату и неуспехом мировних преговора у јулу, продаја оружја из других земаља (најважније СССР, Француска, Египат и Кина) је достигла врхунац 1982, али као препрека за могуће ирачко-америчке односе је остао Абу Нидал који наставио да делује уз званичну подршку Багдада. Када је група избачена из Сирије у новембру 1983, Реганова администрација је послала Доналда Рамсфелда као специјалног представника да успостави односе.
Због страха да би револуционарни Иран могао да порази Ирак и прошири Исламску револуцију на друге блискоисточне земље, САД су почеле да пружају помоћ Ираку. Од 1983. до 1990. године, америчка влада је дозволила продају оружја Ираку у вредности од 200 милиона долара, према Стокхолмском међународном институту за мир. Ова трговина је представљала мање од 1% оружја продатог Ираку у том периоду, иако су САД такође продавале хеликоптере, који, мада су били предвиђени за цивилне потребе, одмах били искоришћени у рату против Ирана.
Истрага сенатског комитета за банкарство 1994. године је установила да је америчко министарство трговине одобрило превоз биолошких агенаса за научне сврхе у Ирак средином осамдесетих, укључујући Bacillus anthracis (антракс), касније означеног од стране Пентагона као кључну компоненту ирачког програма биолошког оружја, као и Clostridium botulinum, Histoplasma capsulatum, Brucella melitensis и Clostridium perfringens. Извештај Комитета је напоменуо да сваки од њих разматран од стране разних земаља као биолошко оружје. Документи америчке владе са којих је скинута ознака тајности показују да је влада потврдила да Ирак користио хемијско и биолошко оружје скоро свакодневно током рата почевши од 1983. Председник сенатског комитета, Дон Ригл је рекао: ”извршни део наше владе је одобрио 771 различитих лиценци за продају технологије Ираку. И ја мислим да је то поражавајуће сведочанство. ”
Америчка влада је првенствено обезбеђивала Ираку економску помоћ. Рат се Ираном и поремећај у извозу ирачке нафте су довели да Ирак западне у велике дугове. Економска помоћ америчке владе је помогла Садаму Хусеину да настави да користи ресурсе за рат који би у супротном случају био изгубљен. Између 1983. и 1990. године, Ирак је примио 5 милијарди долара кредита од министарства пољопривреде, почевши од 400 милиона у 1983, повећавајући се на милијарду годишње у 1988. и 1989. години и коначно се завршавајући са 500 милиона долара које су биле обећане у 1990. години. Осим кредита за пољопривреду, САД су обезбедиле Хусеину и друге позајмице. У 1985. години, америчка Банка за увоз/извоз је понудила више од 684 милиона долара кредита Ираку да сагради нафтовод кроз Јордан, а радове би обављала грађевинска фирма из Калифорније Бехтел Корпорешјн.
Ипак, како је рат одмицао, било је покушаја у америчком Конгресу да дипломатски и економски изолује Ирак због бриге о људским правима, његовог драматичног повећања војске и непријатељству према Израелу.
Ови напори су били одбачени од стране неких конгресмена, иако су неки владини званичници, међу њима и шеф Регановог политичког штаба и помоћник секретара за источноазијска питања Пол Волфовиц, нису сложили са давањем подршке ирачком режиму.
Односи изнађу Ирака и САД су остали савезнички све до дана када је Ирак напао Кувајт. 2. октобра 1989. године, председник САД Џорџ Буш Старији је потписао тајну директиву 26, која је почињала: ”Приступ нафти из Персијског залива и безбедност кључних држава у овом региону је од виталног значаја за сигурност САД.” Са поштовањем према Ираку, директива говори: ”Нормални односи између САД и Ирака ће послужити нашим дужим интересима и промовисаће стабилност у Заливу и Средњем истоку. ”
Крајем јула 1990. године, како су преговори између Ирака и Кувајта стали, Ирак је нагомилао трупе на граници са Кувајтом и позвао америчког амбасадора Ејприл Глеспи на ненајављени састанак са председником Ирака Садамом Хусеином. Два транскрипта са тог састанка су начињена и оба су контроверзна. Према транскриптима, Садам је објаснио свој проблем са Кувајтом, уз обећање да неће напасти Кувајт пре још једне рунде преговора. У верзији објављеној у Њујорк Тајмсу 23. септембра 1990, Глеспи је изразила забринутост због мобилизације војске, али је додала:
”Немамо никакво мишљење о арапско-арапском сукобу, као што су ваша неслагања са Кувајтом у вези границе. Ја сам била у америчкој амбасади у Кувајту током касних шездесетих. Инструкције које смо имали у том периоду су била да не би требало да изражавамо мишљење о том проблему и да тај проблем није повезан са САД. Џејмс Бејкер је наредио нашем званичном изасланику да нагласи ове инструкције. Надамо се да можете решити овај проблем користећи све расположиве методе Чадила Клибија (тадашњег генералног секретара Арапске лиге) или преко председника Мубарака. Надамо се да ће овај проблем бити брзо решен. ”
Неки су схватили ове изјаве као дипломатски сигнал да САД дају ”зелено светло” за инвазију. Иако Стејт Департмент није потврдио аутентичност ових транскрипта, амерички извори кажу да се она руководила према свему као по књизи (уз сагласност са америчком званичном неутралности током проблема између Ирака и Кувајта) и да није сигнализирала Садаму Хусеину било какву дозволу да пркосе Арапској лиги. Многи верују да су Садамова очекивања била под утицајем да САД нису заинтересоване за овај проблем, о којима Глеспијини транскрипти делимично сведоче и мисле да је то такође било због америчког подржавања уједињења Немачке, још један акт који је он сматрао као чин брисања вештачких, међународно створених граница. Други, као што је Кенет Полак, верују да он није имао такве илузије и да је просто потценио снагу америчког војног одговора.
Новембра 1989, директор Централне обавештајне агенције Вилијам Вебстер се састао са кувајтским министром одбране, генералом Фахд Ахмедом Алфахдом. Наком инвазије на Кувајт, Ирак је тврдио да је пронашао меморандум који се односи на њихов разговор. Вашингтон Пост је известио да је кувајтски министар спољних послова био задовољан када је суочен са овим документом на Арапском самиту у августу. Касније је Ирак наводио меморандум као доказ завере у коју су умешане ЦИА и Кувајт са циљем да се Ирак дестабилизује политички и економски. Садржај документа:

Слажемо се са америчком страном да је потребно искористити погоршану економску ситуацију у Ираку да се изврши притисак на владу те земље да повуче нашу заједничку границу. Централна обавештајна агенција нам је показала погодан начин притиска, казавши да би отворена сарадња између нас требало да почне у случају да би такве активност биле координиране на вишем нивоу.

## Инвазија на Кувајт
У зору 2. августа 1990. године, ирачке трупе су прешле границу са Кувајтом са оклопним и пешадијским јединицама, заузимајући стратешке тачке широм земље, укључујући и емирову палату. Кувајтска армија је била брзо надјачана, мада су дали времена кувајтском ваздухопловству да одлети у Саудијску Арабију. Најжешће борбе су биле у самој емировој палати, где су се чланови краљевске гарде борили да би омогућили члановима краљевске породице да побегну. Емиров рођак, који је заповедао гардом, је био међу убијенима. Ирачке трупе су заплениле залихе хране и лекова, заробиле хиљаде цивила и заузеле највеће медије. Постојали су извештаји о убиствима, мучењима и силовањима које су учинили ирачке трупе према кувајтским грађанима. Ипак, каснији докази показују да су многи од тих извештаја били преувеличани или лажни. Међутим, Ирак је заробио хиљаде грађана западних земаља које је касније покушао да искористи за цењкање. Након што је постављена сателитска влада на челу са Ала Хусеин Алијем, Ирак је припојио Кувајт. Садам Хусеин је тада поставио новог гувернера, представљајући ово као ослобођење од кувајтског емира; ово је у великој мери означено као ратна пропаганда.

## Дипломатија
У року од неколико сати од почетка инвазије, Кувајт и САД су тражиле заседање Савета безбедности Уједињених нација, који је усвојио Резолуцију 660, осуђујући инвазију и захтевајући повлачење ирачких трупа. 3. августа, Арапска лига је усвојила своју резолуцију осуђујући инвазију и захтевајући повлачење ирачких трупа. Арапска лига је такође захтевала решење овог проблема у њеним оквирима и успротивила се страној интервенцији. 6. августа, Савет безбедности је усвојио Резолуцију 661, уводећи економске санкције Ираку.
Одлука Запада да одбије ирачку инвазију је имала много заједничког са спречавањем ирачке инвазије на Саудијску Арабију, државу која је свету далеко интересантнија од Кувајта. Брзи успех ирачке армије против Кувајта ју је довео у близину нафтних поља Хама, најзначајнијих извора у Саудијској Арабији. Ирачка контрола тих поља као и Кувајта би довела до тога да Ирак задобије велику количину светских резерви нафте. САД, Европа и Јапан су сматрали могући монопол као велику опасност.
Амерички председник Џорџ Буш Старији је брзо објавио да ће САД покренути одбрамбену мисију да спречи Ирак од инвазије на Саудијску Арабију. Мисија је добила име операција Пустињски штит. Америчке трупе су стигле у Саудијску Арабију 7. августа. 8. августа, Ирак је објавио да ће делови Кувајта бити проширење ирачке провинције Басре, а остатак ће бити 19. провинција Ирака. Врло је вероватно да би Ирак могао преузети контролу над источним саудијским нафтним пољима, али је мало вероватно да би Ирак могао да заузме саудијску престоницу Ријад. Ирачке оклопне дивизије би се онда среле са истим тешкоћама као и саудијске снаге које би браниле нафтна поља, то јест, требало би да превале велики пут кроз негостољубиву пустињу. Ово би се десило у случају да не би било бомбардовања од стране ваздухопловства, далеко најмодернијег рода саудијске војске.
Ирак је имао велик број проблема са Саудијском Арабијом. Бриге због дугова према Саудијској Арабоји насталих због Ирачко-иранско рата су биле још веће, јер је Ирак дуговао око 26 милијарди долара. Такође, дуга граница кроз пустињу није била одређена. Убрзо након победе над Кувајтом, Садам је почео вербално да напада саудијско краљевство. Расправљао се да је краљевство под америчком подршком нелегитимни чувар светих градова Меке и Медине. Садам је комбиновао језик исламских група које су се недавно бориле у Авганистану са реториком коју је Иран дуго користио да напада Саудијце.
Додатак реченице ”Бог је велик” на заставу Ирака и слике Садама како се моли у Кувајту су виђене као део плана за придобијање подршке муслимана и одвајања муџахедина од Саудијске Арабије.
Морнарица САД је послала две поморске борбене групе УСС Двајт Ајзенхауер и УСС Индипенденс у подручје, где су стигле 8. августа. САД су такође послале два бојна брода УСС Мисури и УСС Винсконсин у регион и они су постали последњи бродови који су активно учествовали у рату. Повећање броја војника се наставило од тада, достижући 500.000 војника. Војни аналитичари се слажу да до октобра, америчке снаге у региону не би биле довољне да зауставе инвазију Саудијске Арабије коју је Ирак намеравао.
Дуги низ резолуција Савета Безбедности и Арапске лиге који се тичу сукоба је усвојен. Једна од најважнијих је била Резолуција 678, усвојена 29. новембра, која је дала Ираку рок за повлачење до 15. јануара 1991. дозвољавајући употребу свих потребних начина да се подржи и спроведе Резолуција 660. дипломатска формулација употребе силе.
САД, а посебно државни секретар Џејмс Бејкер, су окупили коалицију земаља од 34 државе која би се супротставила Ираку: Авганистан, Аргентина, Аустралија, Бахреин, Бангладеш, Канада, Чехословачка, Данска, Египат, Француска, Немачка, Грчка, Мађарска, Хондурас, Италија, Кувајт, Мароко, Холандија, Нови Зеланд, Нигер, Норвешка, Оман, Пакистан, Пољска, Португал, Катар, Саудијска Арабија, Сенегал, Јужна Кореја, Шпанија, Сирија, Турска, Уједињени Арапски Емирати, Велика Британија и САД. Америчке снаге су представљале 74% од 660.000 војника који су учествовали у рату. Многе чланице су биле против приступања, неке су мислиле да је рат био међуарапски сукоб или су се бојале америчког утицаја у Кувајту. На крају, многе државе су биле приморане због непријатељства Ирака према осталим арапским земљама и понудама економске помоћи или отписивањем дугова.
САД су дале неколико јавних оправдања за мешање у сукоб. Први разлог су били дуготрајни пријатељски односи САД са Саудијском Арабијом. Ипак, неки Американци су били незадовољни објашњењем и „Не крв за нафту“ је постала парола домаћих противника рата, иако они нису никада достигли број противника Вијетнамском рату. Каснија оправдања за рат су укључивала дугу ирачку историју кршења људских права под председником Садамом Хусеином, могућности да Ирак развије нуклеарно оружје или оружје за масовно уништење и да се гола сила неће толерисати.
Иако су кршења људских права ирачког режима пре и после инвазије Кувајта била добро документована, влада Кувајта је покренула кампању да би утицала на америчко мишљење. Кратко након ирачке инвазије на Кувајт, у САД је створена организација Грађани за слободни Кувајт. Она је ангажовала фирму за односе са јавношћу Хил и Кноултон за 11 милиона долара, од новца који је припадао кувајтској влади. Ова фирма је покренула кампању која је описала ирачке војнике како ваде бебе из инкубатора и остављају их да умру на поду. Годину дана касније, ово тврђење је означено као смишљена превара. Испоставило се да је особа која је сведочила овом тврђењу била члан кувајтске краљевске породице која је живела у Паризу током рата и зато није могла бити присутна током наводног злочина.
Многи мировни предлози су предлагани, али ниједан није усвојен. САД су инсистирале да је једини прихватљив услов за мир било ирачко пуно безусловно повлачење из Кувајта. Ирак је инсистирао да повлачење из Кувајта мора бити повезано са симултаним повлачењем сиријских војника из Либана и израелских војника са Западне обале, Појаса Газе, Голанске висоравни и јужног Либана. Мароко и Јордан су пристали на овај предлог, али су Сирија, Израел и антиирачка коалиција порекли да је било било каквих веза са кувајтским питањем. Сирија се придружила коалицији да истера Садама, али је Израел остао неутралан упркос ракетним нападима на израелске градове. Бушова администрација је убедила Израел да остане изван сукоба, обећањем да ће повећати помоћ, док је ПЛО под Јасером Арафатом отворено подржавао Садама Хусеина, што је довело до каснијег прекида палестинско-кувајтских односа и протеривања многих Палестинаца из Кувајта.
Дана 12. јануара 1991, Конгрес Сједињених Америчких Држава је дозволио употребу војне силе да избаци Ирак из Кувајта. Ускоро су остале земље из коалиције урадиле исто.

## Ваздушна кампања
Дан након истека рока који је поставила Резолуција 678 Савета безбедности, коалиција је покренула велику ваздушну кампању под именом Операција Пустињска олуја, са преко 1000 узлетања по дану, почевши од раног јутра 17. јануара 1991. Пет сати након првих напада, ирачки државни радио је емитовао глас који је идентификован као Садам Хусеин који изјављује: ”Велики дуел, мајка свих битака је почела. Свитање победе се приближава како велики окршај почиње”.
Оружје које је коришћено у ваздушној кампањи су чиниле прецизно вођени пројектили (или ”паметне бомбе”), касетне бомбе и крстареће ракете. Ирак је одговорио лансирањем 8 Скад ракета на Израел следећег дана. Примарни циљ за коалиционе снаге је био уништење ирачког ратног ваздухопловства и против-ваздушне одбране. Ово је било брзо остварено, тако да су током целог рата коалициони авиони могли да дејствују без проблема. Упркос бољој ирачкој против-ваздушној одбрани него што је било очекивано, само је један коалициони авион оборен првог дана рата. Стелт авиони су често коришћени у овој фази да би избегли многобројне ирачке САМ системе и против-авионско оружје. Када су ови циљеви били уништени, остали типови авиона су могли бити коришћени масовније. Авиони су узлетали највише из Саудијске Арабије и шест коалиционих група носача авиона у Персијском заливу.
Следеће мете за коалицију су били командна и комуникациона постројења. Садам је за генерале ирачких снага у Ирачко-иранском рату постављао блиске сараднике, тако да је нижи кадар био деморалисан. Коалициони стратези су очекивали да ће ирачки отпор брзо нестати ако им се прекини команда и контрола. Прве недеље рата је виђено пар узлетања ирачких авиона, али су они учинило мало штете, а 38 ирачких Мигова је оборено од стране коалиционих авиона. Убрзо након тока, ирачко ратно ваздухопловство је почело да бежи у Иран. Између 115 и 140 авиона је пребегло у Иран. Масован бег ирачких авиона у Иран је изненадио коалиционе снаге и оне нису биле спремне да реагују пре него што је већина ирачких авиона безбедно слетела на иранске аеродроме. Иран није никада вратио авионе Ираку и није ослободио посаде наредних неколико година. 23. јануара, Ирак је почео да испумпава приближно 1 милион тона сирове нафте у залив, изазивајући тиме највећу нафтну мрљу у историји.
Трећа и најдужа фаза ваздушне кампање је била усмерена против војних мета широм Ирака и Кувајта: лансера Скад ракета, наводна места са оружјем за масовно уништење, постројења за развој оружја и поморске снаге. Око једне трећине коалиционог ваздухопловства је било подређено уништавању Скад лансера, који су били намонтирани на камионе и зато тешки да се пронађу. Додатно, мете су били и циљеви корисни и за војску и за цивиле: електране, нуклеарни реактори, телекомуникациона опрема, луке, рафинерије, железнице и мостови. Електране су уништаване широм земље. На крају рата, производња електричне енергије је била 4% од предратног нивоа. Бомбе су уништиле важније бране, већину значајнијих бушотина и многе фабрике за прераду отпадних вода. Неколико америчких и британских специјалаца је тајно убачено у западни Ирак да помогну потрагу и уништавање Скад лансера. Ипак, недостатак адекватног терена за скривање је отежало њихове операције и многи од њих су убијени или заробљени.
У већини случајева, савезници су избегавали погађање искључиво цивилних постројења. Ипак, 31. фебруара 1991, две ласерски вођене ”паметне бомбе” су уништиле зграду за које су Ирачани тврдили да је било цивилно склониште у случају бомбардовања. Амерички званичници су тврдили да је то склониште био војни комуникациони центар, међутим, западним новинарима је било забрањено да испитају тврдње.
Ирак је лансирао ракете на коалиционе базе у Саудијској Арабији и Израелу, у нади да ће увући Израел у рат и изводећи остале арапске земље из рата. Ова стратегија се показала као безуспешна. Израел се није придружио коалицији, а све арапске земље су истале у њој, изузев Јордана који је био званично неутралан. Скад пројектили су генерално изазивали мању штету, иако је њихова моћ показана 25. фебруара када је 28 Американаца погинуло када је Скад уништио њихове бараке у Дахрану. Скадови лансирани на Израел су били неуспешни због повећавања корисног терета и домета што је доводило до драматичног пада прецизности. 29. јануара Ирак је тенковима и пешадијом напао и заузео саудијски градић Кафџи који је бранио мањи одред маринаца. Ипак, битка око Кафџија се завршила тако што је Ирак натеран у повлачење од стране саудијских снага уз помоћ америчких маринаца, уз блиску ваздушну подршку током следећа два дана. Кафџи је био стратешки важан град одмах након ирачке инвазије Кувајта. Ирачко устезање да пошаље неколико оклопних дивизија да ојача окупацију и накнадну употребу Кафџија као место из којег би покретао напад на слабије брањени источни део Саудијске Арабије је било велика стратешка грешка. Не само да би Ирак осигурао већину залиха нафти на Средњем истоку, већ би био у бољој позицији да се бори са размештеном војском САД дуж супериорне одбрамбене линије.
Ефекат ваздушне кампање је било десетковање целих ирачких бригада размештених у отвореној пустињи. Ваздушна кампања је такође спречила даље ефикасно ирачко попуњавање јединица увучених у борбу, као и спречавање великог броја (450.000) ирачких трупа да се групишу.
Ваздушна кампања је имала значајан ефекат на тактику противничких страна у накнадним сукобима. Целе дивизије нису биле на отвореном да би се одупрле америчким снага, већ су чешће биле раштркане, на пример, српске снаге на Косову. Противничке снаге су такође смањиле дужину њихових линија снабдевања и укупну количину брањене територије. Ово је виђено током рата у Авганистану када су Талибани напустили велике површине земље и повукли се у своја утврђења. Ово је повећало концентрацију њихових снага и смањило дуге рањиве линије снабдевања. Ова тактика је такође примећена у инвазији Ирака, када су се ирачке снаге повукле из северног ирачког Курдистана у градове.

## Копнена кампања
Дана 22. фебруара 1991. Ирак је пристао на прекид ватре које је предложио Совјетски Савез. Овај споразум је захтевао од Ирака да повуче своје трупе на позиције пре почетка инвазије уз тронедељни потпуни прекид ватре, а од Савета Безбедности да надгледа прекид ватре и повлачење Ирачана. САД су одбиле предлог, али су рекле да неће напасти Ирачке снаге док се повлаче и дали су рок од 24 часа Ираку да почне да повлачи своју војску.
Дана 24. фебруара, коалиционе снаге предвођене Америком су започеле операцију Пустињска сабља, копнени део њихове кампање. Убрзо после тога, амерички маринци и њихови арапски савезници су продрли дубоко у Кувајт, заробљавајући хиљаде дезертера ирачке војске, деморалисане због јаке ваздушне кампање. За пар дана операције, Кувајт Сити су ослободиле јединице кувајтске армије.
У исто време, амерички Седми корпус је покренуо масован напад у Ирак, западно од Кувајта, хватајући Ирачане потпуно неспремне. Лево крило овог продора је чувала француска Шеста лака оклопна дивизија (која је укључивала и јединице француске Легије странаца), а десно крило британска Прва оклопна дивизија. Када су савезници продрли дубоко у Ирак, нагло су скренули на исток, покрећући масован напад са крила на ирачку Републиканску гарду. Тенковска битка је беснела док се Ирачка републиканска гарда покушавала повући, а у којој су Савезници победили уз минималне губитке.
Када је Ирак одлучио да неће напредовати у источна нафтна поља Саудијске Арабије, није било разлога за ирачку војску да се у великом броју рашири јужније од Кувајт Ситија. Одлука да се размести значајан број трупа дуж пустињске границе између Кувајта и Саудијске Арабије непотребно је повећала дужину ирачких линија за снабдевање. Друго, када је већ донета одлука да се разместе дуж граница, одлука да се то појача је само ослабила одбрану ирачке границе, буквално тиме позивајући операцију заобилажења. Ирак није имао довољно војника да држи довољно дуго фронт дуж граница Кувајта и југозападног Ирака. Зато је био императив да се размештање и фронт смање до јужно од Кувајт Ситија и да се појача предграђе Басре. Ирак је поседовао само једну апсолутну предност над савезницима у квалитету и бројности артиљерије. Међутим, већина ирачке артиљерије је била на вучу и зато не баш најбоље опремљена за велике маневре. Ово је такође значило да је жеља Ирака била да успори кретање противничких снага и да их увуче у борбу дуж линије која не би могла бити лако пробијена или заобиђена.
Савезничко напредовање је било много брже него што су амерички генерали очекивали. 26. фебруара, ирачке трупе су започеле повлачење из Кувајта, запаливши кувајтска нафтна поља приликом одласка. Дугачки конвој повлачећих ирачких трупа се створио дуж главног пута између Ирака и Кувајта. Овај конвој је бомбардован тако јако од стране Савезника да је постао познат под именом Ауто-пут смрти. 100 сати након што је почела копнена кампања, председник Буш је објавио прекид ватре, а 27. фебруара је објавио да је Кувајт ослобођен.
Обе стране су имале приближно исти број војника, приближно 540.000 савезничких војника на приближно 600.000 ирачких војника. Још 100.000 турских војника је било размештено дуж заједничке границе Турске и Ирака. Ово је произвело значајно раздвајање ирачке војске присиљавајући је да размести све своје снаге дуж свих њених граница (осим, иронично, са његовим љутим непријатељем Ираном). Ово је дозволило да главни удар од стране Американаца, не само да има значајну техничку предност, већ и једнакост у броју војника.
Највеће изненађење копнене кампање је био релативно мали број жртава Савезника. Ово је захваљујући неуспеху Ирачана да пронађу ефикасну противмеру за термалне визире и муницију које су користили тенк М1 Абрамс и други коалициони тенкови. Ова опрема је омогућила коалиционим тенковима да ефикасније боре и униште ирачке тенкове са три пута веће раздаљине него што су то могли ирачки тенкови. Ирачке снаге такође нису успеле да искористе предност коју би добили користећи ратовање у градовима, борећи се у Кувајт Ситију, што би могло да нанесе значајне губитке нападачкој војсци. Борба у градовима би смањила раздаљину на којој би се борбе одвијале, а то би фаворизовало технолошки слабију страну када се брани. Ово је доказано скоро у борбама између америчких снага и ирачких герилаца у градском окружењу после инвазије Ирака из 2003. Сукоб у градском окружењу би смањио највећу предност Савезника, могућност да убијају из велике даљине.

## Крај непријатељстава
Мировна конференција је одржана на територији Ирака коју је окупирала коалиција. На тој конференцији, Ирак је изборио употребу војних хеликоптера на њиховој страни привремене границе, наводно због владиног превоза због штете нанете цивилним саобраћајницама. Убрзо након тога, ти хеликоптери и велики део оружаних снага Ирака је био усресређен у борби против шиитске побуне на југу. На северу, курдски лидери су се уздали у америчко обећање да ће добити подршку за устанак и почели су са борбом, надајући се да ће покренути државни удар. Ипак, како америчка подршка није стизала, ирачки генерали су остали верни Садаму и брутално су сломили курдске трупе. Милиони Курда су побегли преко планина у курдске крајеве Турске и Ирана. Ови инциденти су касније резултовали успостављањем зона забрањеног лета на југу и северу Ирака. У Кувајту је емир враћен на престо, а потенцијални сарадници Ирачана су протерани из земље, укључујући и велики број Палестинаца (због њихове сарадње са Садамом Хусеином).
Постојале су критике Бушовој администрацији због своје одлуке да радије дозволи Садаму Хусеину да остане на власти, него да крене да заузме Багдад и збаци његову власт.
Уместо већег мешања своје војске, САД су се надале да ће Садам бити збачен унутрашњим државним ударом. ЦИА је користила своју мрежу у Ираку да организује буну, али је ирачка влада осујетила ове напоре.
Дана 10. марта 1991, операцијом Опроштај са пустињом је почело пребацивање 540.000 америчких војника из области Персијског залива.

## Ангажовање коалиције
Чланови коалиције су били: Авганистан, Аргентина, Аустралија, Бахреин, Бангладеш, Белгија, Канада, Чехословачка, Данска, Египат, Француска, Грчка, Мађарска, Хондурас, Италија, Кувајт, Мароко, Холандија, Нови Зеланд, Нигер, Норвешка, Оман, Пакистан, Пољска, Португал, Катар, Саудијска Арабија, Сенегал, Јужна Кореја, Шпанија, Сирија, Турска, Уједињени Арапски Емирати, Уједињено Краљевство и САД. Немачка и Јапан су обезбеђивали финансијску подршку и донирали војну опрему уместо директне војне помоћи. Америка је тражила од Израела да не учествује у рату упркос ирачким ударима из ваздуха на Израелске становнике. Индија није била члан коалиције, али је дала војну помоћ САД у облику постројења за пуњење горивом.

## Жртве

### Жртве током рата
Број жртава Заливског рата је контроверзан. Извештено је да је број погинулих коалиционих војника око 378, али је Министарство одбране изјавило да су губици америчких снага 147 у борби и 325 смрти ван борбе. Велика Британија је претрпела 24 смрти (девет од њих у пријатељској ватри), арапске земље су изгубиле 39 људи (18 Саудијаца, 10 Египћана, 6 из Уједињених Арапских Емирата, 3 Сиријца и 1 Кувајћанин), Француска је изгубила 2 човека. Највеће појединачне губитке коалиционе снаге су претрпеле 25. фебруара 1991. када је ирачки Скад пројектил погодио америчке војне бараке у Дахрану убивши 28 америчких резервиста из Пенсилваније. Број рањеника коалиције је мањи од 1000. Ипак, 2000. године, 183.000 ветерана из Заливског рата, више од четвртине која је учествовала у рату, је означено као трајно онеспособљено од стране Министарства за питање ветерана.
Пре рата, Пентагонови званичници су очекивали 30.000-40.000 коалиционих жртава. Дапи Институт је остао усамљен и пред Конгресом је предвидео жртве коалиције испод 6.000. Они су користили ТНДМ модел који је користио историјске податке из претходних ратова да предвиди жртве. Док је Институт био феноменално прецизан, то је било зато што су се ирачке оклопне јединице бориле у отвореној пустињи са тенковима постављеним иза пешчаних банкина. Да је ирачка војска користила борбе у урбаном окружењу У Кувајт Ситију и укопала тенкове уместо сакривајући их иза пешчаних банкина, бројке би вероватно биле другачије. ТНДМ модел је користио људске факторе као што је морал и предвидео је да ће врло мало ирачких дивизија пружити отпор. Ово су биле само грубе процене. 120.000 професионалних ирачких војника уз подршку 4.500 хиљаде тенкова, 4.000 оклопних оклопних возила и 3.000 комада артиљерије и са додатних 280.000 регрута наоружаних базукама, минобацачима и тешким митраљезима су чинили силу која је могла да одбаци процену о малом броју жртава. Инвазија Ирака из 2003. и накнадна окупација Ирака су јасно показали колике жртве могу бити начињене од стране од технолошки инфериорније силе која користи урбану борбу као сакривање и заштиту од артиљеријских и ваздушних напада. Ово је показало како борба у градским условима може да смањи највећу предност коалиције, убијање из велике даљине. Могло се очекивати да би 120.000 војника опремљених са модерним наоружањем изазвало велике жртве у реду од неколико хиљада. Чињеница да се то није десило у Заливском рату није гаранција да се неће десити у будућности.
Независни аналитичари се углавном слажу да је бројка о ирачким жртвама била много мања него од почетних послератовских процена. У периоду одмах након рата, те процене су се кретале до 100.000 мртвих и 300.000 рањених ирачких војника. Према Томасу Кинију и Елиоту Коену, било је процењено 10-12.000 ирачких жртви у ваздушној кампањи и 10.000 жртава у копненом рату. Ова анализа је заснована на извештајима непријатељских ратних заробљеника. Ирачка влада је објавила да је 2.300 цивила погинуло током ваздушне кампање, већина њих након напада F-117 на оно што се веровало да је ирачки војни комуникациони центар у Багдаду (а у питању су били склоништа за цивиле са електричним инсталацијама у зони плафона).
Један злогласан догађај током рата је довео у питање велики број ирачких војних жртава. Ово је био ”булдожерски јуриш” у коме су две бригаде из америчке Прве механизоване пешадијске дивизије користили противминске плугове монтиране на тенковима и транспортерима закопавши њима ирачке војнике које су браниле утврђену Садамову линију. Док се приближно 2.000 војника предало, избегавши закопавање, један новински чланак је јавио да су амерички команданти проценили да је било на хиљаде ирачких војника који су живи закопани током дводневног јуриша 24. и 25. фебруара. Ипак, као и све остале процене губитака током рата, бројка о 8.000 ирачких бранилаца је вероватно била преувеличана. Док је командант једне бригаде мислио да их је било на хиљаде, касније је јављено да је његова бригада закопала између 80 и 250 Ирачана. Након рата, ирачка влада је тврдила да је пронашла 44 таква тела.

### Послератовски ефекат осиромашеног уранијума
Године 1998, ирачки доктори тврдили да је коалициона употреба осиромашеног уранијума изазвала драстично повећање рођења са дефектима и рак и леукемију међу Ирачанима. Они су тврдили да нису били у могућности да обезбеде доказе који повезују осиромашени уранијум и рођења се дефектима због санкција који су их спречили да набаве неопходну опрему за тестирање. После тога, тим Светске здравствене организације је посетио Басру и предложио студију да истражи узроке повећаног броја оболелих од рака у јужном Ираку, али је Садам одбио.
Светска здравствена организација је и поред тога успела да дође до истраживања о здравственим ризицима осиромашеног уранијума у послератовском окружењу захваљујући мисији из 2001. на Косову. Извештај Светске здравствене организације о осиромашеном уранијуму закључује: ”Зато што је осиромашени уранијум радиоактиван на недељном нивоу, врло велике количине прашине (реда грама) су могле бити удисане, тако да би повећани ризик од рака плућа могао бити откривен у изложеним групама. Ризик за остале врсте рака проузрокованих радијацијом, укључујући и леукемију, сматран је да је на много нижем нивоу од рака плућа. У додатку: ”Никакви ефекти који би утицали на репродукцију и развој нису примећени на људима”, као резултат излагању осиромашеном уранијуму.
Амерички Стејт Департмент је такође објавио извештај о осиромашеном уранијуму. Он каже: ”Студије Светске здравствене организације и других научно-истраживачких студија показују да осиромашени уранијум нема озбиљних здравствених ризика” и да ”осиромашени уранијум не изазива дефекте код рођења. Ирачка војна употреба хемијских и нервних агенаса у осамдесетим и деведесетим је вероватно узрок наводних дефеката код рођења међу ирачком децом”. Што се тиче тврдњи о раку, извештај каже да: ”према експертима за заштиту средине, медицински је немогуће повезати леукемију као резултат излагању уранијуму или осиромашеном уранијуму”, и :”ниво рака међу 19.000 врло изложених индустријских радника који су радили на пројекту Националне лабораторије Оак Риџ између 1943. и 1947. је прегледан и није примећен пораст оболелих од рака током 1974. Друге епидемиолошке студије рака плућа међу радницима фабрика за производњу уранијума и обраду метала нису пронашле ни повећање броја оболелих од рака или са тим повезаним болестима од уранијума и других познатих изазивача рака, као што је радон”.
Ипак, неки тврде да је ефекат јачи пошто се муниција са осиромашеним уранијумом распадне у мале честице када погоди мету. Заправо, недавна опсежна студија Краљевског друштва, удружења преко 1400 изврсних научника, истраживача и професора, показала је да осиромашени уранијум има озбиљне ризике по здравље за цивиле исто као и за војнике.

## Цена рата
Цена рата за Сједињене Државе које је израчунао Конгрес су 61,1 милијарда долара. Други извори је процењују на 71 милијарду долара. Око 53 милијарде су платиле разне земље широм света: 36 милијарди Кувајт, Саудијска Арабија и друге заливске земље; 16 милијарди Немачка и Јапан (које нису послале снаге због споразума на крају Другог светског рата). Око 25% доприноса Саудијске Арабије је плаћено у облику услуга за трупе, као што су храна и превоз.
Амерички војници су чинили око 74% удружених снага и укупни трошкови су зато били већи. Велика Британија, за разлику, је потрошила 4,1 милијарди долара током рата.

## Медији
Заливски рат је био врло преношен на телевизији. По први пут су људи широм света били у могућности да гледају слике како ракете погађају своје циљеве и како авиони полећу са носача авиона.
Америчка политика што се тиче слободе медија је била много строжа него у Вијетнамском рату. Ова политика је изражена у документу Пентагона названом Анекс Фокстрот. Већина новинских извештаја је долазила са брифинга које је организовала војска. Само изабраним новинарима је било дозвољено да посете фронт и интервјуишу војнике. Те посете су увек биле извршене у пратњи официра и биле су предмет претходног одобрења војске и накнадне цензуре. Ово је било наводно да се заштите осетљиве информације од откривања од стране Ирака, али у пракси је коришћено да се сакрију политички неугодне информације. Ова политика је веома била под утицајем искуства са Вијетнамским ратом, за који се веровало да је изгубљен због противљења јавности у Сједињеним Државама.

## Последице
Пратећи побуне на северу и југу, успостављене су зоне забране лета, да би се помогла заштита курдских и шиитских група на северу и југу Ирака. Ове зоне (првобитно северно од 36. паралеле и јужније од 32.) су надзирале углавном САД и Велика Британија, иако је Француска такође учествовала. Заједно, они су извршили више летова изнад Ирака у следећих 11 година него у самом рату. Ови летови су бацали бомбе скоро сваког другог дана против ракета земља-ваздух и против-авионских топова који су се сукобљавали са патролама. Ипак, највећа количина бомби је бачена током две повезане кампање бомбардовања: операција Пустињски удар, која је трајала пар недеља у септембру 1996. и операције Пустињска лисица, у децембру 1998. Операција Северна стража, зона забране лета, која је чувала Курде, дозволила је становништву да се сконцентрише на развијање сигурности и инфраструктуре, што се одразило након Садамовог пада 2003. као најпрогресивнији и најмирнији регион (када се упореди са друга два дела земље након операције Ирачка слобода). Операција Јужна стража, са друге стране, није била успешна у давању шиитској популацији шансу да се развије.
Велико разарање инфраструктуре током копненог рата је нанело велику штету ирачком народу. Годинама након рата, производња електричне енергије је била мања од четвртине предратног нивоа. Уништење фабрика за прераду воде изазвало је да отпадне воде теку директно у реку Тигар, из које су цивили извлачили воду за пиће, што је резултовало ширењем зараза. Средства обезбеђена од западних народа, уместо да се боре са проблемом, коришћена су за одржавање Садамове војне контроле над земљом.
Економске санкције су биле на снази након рата, тражећи инспекцију ирачког оружја са чим се Ирак никад није у потпуности сарађивао. Ираку је касније да извози одређене производе под програмом Уједињених нација Нафта за храну. 1998. године, УНИЦЕФ је известио да су санкције изазвале повећање од 90.000 смрти годишње. Многи су доказивали да су санкције према Ираку и америчко војно присуство у Саудијској Арабији заслужни за повећање негативне слике о САД у арапском свету.
Специјална комисија Уједињених нација је успостављена да надгледа ирачко придржавање са ограничењем оружја за масовно уништење и балистичке ракете. Ирак је прихватио неке, а одбацио друге инспекције наоружања. Тим је пронашао неке доказе о програму биолошког наоружања на једном месту и несарадњом на другим местима.
Године 1997, Ирак је протерао све америчке чланове тима, оптужујући да их САД користе као изговор за шпијунажу; чланови УНСЦОМ-а су били у сталном контактом са разним обавештајним организацијама, обезбеђујући информације. Тим се вратио у турбулентним временима између 1997. и 1999; један члана тима за инспекцију оружја, амерички маринац Скот Ритер, поднео је оставку 1998. оптужујући Клинтонову администрацију да не жели сукоб пуног интензитета са Ираком. 1999. тим је заменила комисија Уједињених нација за надгледање, верификацију и инспекцију (УНМОВИЦ), која је започела инспекције 2002. 2002, Ирак, а посебно Садам Хусеин, су постали мете америчког рата са тероризмом, доводећи до инвазије Ирака 2003, предвођене САД и, у мањој мери, Великом Британијом.
Народна република Кина (чија војска у много погледа одражавала ирачку војску) је била изненађена перформансама америчке технологије на бојном пољу. Лакоћа коалиционе победе је променила целокупну кинеску војничку филозофију и започела је процес технолошке модернизације кинеске Народноослободилачке војске.
Најважнији резултат Заливског рата је било оживљавање исламског екстремизма. Промена Садамовог секуларног режима је мало привукло подршку исламистичких група. Ипак, комбинујући то са тим да је Саудијска Арабија била у савезу са САД и на истој страни са Израелом, драматично је срозала легитимитет режима. Активности исламистичких група против саудијског режима су се драматично повећали. У покушају да поврати наклоност исламистичких група, Саудијска Арабија је повећањем финансијских средстава покушала да добије подршку тих група. Новим независним држава у средњој Азији, као и Босни и Херцеговини, Саудијци су платили дистрибуцију милиона Курана и изградњу стотине џамија за екстремистичке групе. У Авганистану, саудијски режим је постао водећи покровитељ Талибана у грађанском рату и једна од три стране земље које су званично признале талибанску владу.

### Синдром Заливског рата
Многи коалициони војници су пријављивали болести које су произилазиле из њиховог учешћа у Заливском рату, феномен познат под именом Синдром Заливског рата. Било је раширених спекулација неслога због узрока синдрома и пријављених рођења са дефектима (број деце рођених у војничким породицама са значајним урођеним дефектима или озбиљним обољењима је означен као висок од 67%, према студији Министарства за питања ветерана). У извештају објављеном 1994, речено је да су америчке трупе биле изложене 21 потенцијалном репродуктивном отрову. Неки од фактора разматраних као могући узрок укључују излагање радиоактивним материјалима, нафтним испарењима и брзој серији вакцине против антракса која је дата размештеним војницима (нормална серија је постепени, вишемесечни процес)

## Технологија
Прецизно вођене бомбе (паметне бомбе), као што су вођени пројектили АГМ-139, су биле кључни разлог зашто су напади били са мање цивилних жртава него у претходним ратовима. Одређене зграде у центру Багдада су могле бити бомбардоване док су новинари из својих хотела гледали крстареће ракете док лете. Остале бомбе су укључивале касетне бомбе, које се распадну при удару ослобађајући стотине зрна, и БЛУ-82, бомбе тешке више од 7 тона, које могу разруше све у кругу од стотину метара.
Скад је тактички балистички пројектил који је развио Совјетски Савез и разместио их је у дивизијама Црвене армије које су биле смештене у Источној Немачкој. Задатак Скадова наоружаних нуклеарним и хемијским бојевим главама је био да уништава командна и комуникациона постројења и да успори пуну мобилизацију западнонемачких и савезничких снага у Немачкој. Такође је могао бити коришћен за директне нападе на копнене снаге. Скад пројектили су користили инерцијско навођење које је радило све док раде мотори. Ирак је користио Скад пројектиле, испаљујући их на Саудијску Арабију и Израел. Неке бомбе су изазвале значајне губитке, али већина је учинила мало штете. Брига је постојала због могућих хемијских и биолошких нуклеарних глава на овим ракетама, али ако су и постојале, нису коришћене. Скад ракете нису ефикасне за ношење хемијског товара, као што је често вероватно, због интензивног загревања током лета ракете брзином од 5 махова које промени већину хемијског пуњења. Хемијско оружје је много подесније за ношење у крстарећим ракетама или бомбардерима. Скад је најподеснији за ношење нуклеарних глава, задатак за који је способан и данас као и онда када је развијен.
Амерички одбрамбени систем Патриот је први пут коришћен у Заливском рату. Америчка војска је тврдила да је оборила много Скадова у лету са прецизношћу од 100%. Касније је показано да је ефикасност Патриота били примарно психолошка; неки су тврдили да је њихова ефикасност била између 0% и 10%. Ипак, нема ваљаног доказа који пи доказали да ли су Скадови пресретани или не, тако да ниједна представа није подржана неоспорним чињеницама. Представе о већој ефикасности засноване на проценту Скадова који су пали и експлодирали у односу на број којих је лансиран, али захваљујући факторима као што су промашаји и падови који нису јављени (неке варијација Скадова су прерађене изван њихове првобитне толеранције и говорено је да су често падале или се распадале у ваздуху), нису добар начин да се измери ефикасност. Представе о нижој ефикасности су засноване на пресретањима за које постоје докази да је Скад погођен барем једном, али захваљујући чињеници да су се слабо израђене Ал Хуесин (варијација Скада) ракете распадале у лету, тако да је тешко рећи који је део био бојева глава. Стварне перформансе су вероватно негде између. Америчка војска наставља да тврди да је Патриот систем показао чудесне перформансе у Заливском рату.
Глобални позициони систем је омогућавао коалиционим снагама лаку навигацију кроз пустињу. Ваздухопловни систем за упозоравање и контролу (АВАКС) и сателитски комуникациони системи су такође играли важну улогу у рату.